# 赤朽葉家の伝説
『赤朽葉家の伝説』（あかくちばけのでんせつ）は、桜庭一樹による日本の小説。東京創元社より2006年12月に刊行された。第60回日本推理作家協会賞長編及び連作短編集部門受賞。第28回吉川英治文学新人賞、第137回直木三十五賞、センス・オブ・ジェンダー賞、本屋大賞候補。
スピンオフ作品として、『製鉄天使』（『バリバリ毛毬伝説』から改題）がある。
2017年にオトバンクのFeBe!から八木田幸恵のナレーションでオーディオブックが配信された。

## 概要
作者の桜庭が自身の故郷である鳥取県を舞台に、架空の村である紅緑村に古くから続く製鉄業を営む名家、『赤朽葉家』の女三代の1953年から21世紀にわたる歴史を描く大河小説である。物語は三部で構成されており、第一部は1953年から1975年、語り部の祖母である赤朽葉万葉を中心に語る「最後の神話の時代」。第二部は1979年から1998年までを、万葉の娘である毛毬を中心に語る「巨と虚の時代」。第三部は2000年から未来にかけて、万葉の謎の言葉の意味を、語り部である瞳子が調べる「殺人者」となっている。三部にわたり赤朽葉家の歴史が描かれる一方で、所々で戦後史が挿入され、赤朽葉家と日本の戦後が連動するように物語が進む。

## ストーリー
戦後間もない頃の鳥取県紅緑村、幼かった万葉は「辺境の人」に村に置き去りにされ、村の若い夫婦に引き取られ育てられる事となった。見た目も普通の少し子供と違い、文盲でもあったが、一方で不思議な予言をしたり通常は見えないものが見えたりしたため「千里眼」と呼ばれるようになる。やがて、村の名家「赤朽葉家」の大奥様、赤朽葉タツと出会い赤朽葉家に輿入れするように言われ、「赤朽葉家」三代の物語が始まる。

## 登場人物
赤朽葉万葉（あかくちば まんよう）
辺境の人に捨てられながらも、若夫婦に引き取られて成長した。文盲であるが千里眼の力を持っており、身の回り人の死や事故を予言して「千里眼奥様」としてもてはやされる。
赤朽葉毛毬（あかくちば けまり）
万葉・曜司の長女。中学生の頃からレディースの頭になる。人情に厚く、不良仲間からは慕われている。レディース引退後は少女漫画家になり、大成功を収める。
赤朽葉瞳子（あかくちば とうこ）
毛毬の娘。恋愛に悩む現代女性。本作の後半の主人公で、赤朽葉の謎を解くことになる。
赤朽葉タツ（あかくちば タツ）
赤朽葉家の大奥様。丸々と太った身体をしており恵比寿様に似ている。大変迷信深く、科学を信じようとしない。万葉の良き理解者。万葉の子供達に奇妙な名前を付ける。
赤朽葉曜司（あかくちば ようじ）
万葉の夫。若い頃は高等遊民を気取っていた。最新の科学を信じている。そのため、タツとの折り合いが悪い。
赤朽葉康幸（あかくちば やすゆき）
赤朽葉家の当主。タツとは反対に近代科学の信望者。しかしタツには逆らえない。
赤朽葉泪（あかくちば なみだ）
万葉・曜司の長男。毛鞠の兄。眉目秀麗で将来を期待される跡取りだが、注意力散漫なところがあり幼少の頃3回も交通事故に遭う。同性愛者。
赤朽葉鞄（あかくちば かばん）
万葉・曜司の次女。万葉の子供達の中ではもっとも「普通の子」。アイドルになる事を夢見ている。
赤朽葉孤独（あかくちば こどく）
万葉・曜司の次男。ゲームや漫画を好む現代っ子。小学校でいじめられたことをきっかけに不登校となる。
赤朽葉百夜（あかくちば ももよ）
曜司の妾・真砂が寝取った末に産まれた娘。名前は「百の夜を曜司と共にして産まれた」から。毛毬に対して愛憎絡んだ複雑な感情を抱いており、毛毬の恋人を次々に寝盗る。毛毬には彼女がなぜか見えていない。
黒菱みどり（くろびし みどり）
赤朽葉と対を成す家、「下の黒」造船業を営む黒菱家の娘。あだ名は出目金。幼いころは万葉をいじめていた。万葉とは「いじめっ子」「ひろわれっ子」と呼び合う仲。家のために見た目ではなく丈夫な男と結婚した。後に親友となり赤朽葉家に居候することになる。
穂積豊寿（ほづみ とよひさ）
赤朽葉製鉄の職工達の事実上のリーダー。万葉の友達でもある。職人肌であり、康幸に気に入られていたが、後に経営理念を巡って曜司と対立する。
真砂（まさご）
百夜の母。曜司の妾。非常に嫉妬深く、数々の奇行に走る。
多田忍（ただ しのぶ）
武器専門店を営む暴走族の元頭。万葉の義弟。正義感が強く、不良仲間から兄貴分として慕われている。
穂積蝶子（ほづみ・ちょうこ）
毛毬の親友で、レディースのマスコット役。優等生で美人だが、どこか大人びている。後に大人を巻き込んだ事件を起こしてしまう。
多田ユタカ（ただ ユタカ）
万葉育ての親、多田夫妻の孫にあたる。瞳子の彼氏。高校時代では野球部の主砲として活躍したが、社会人になり、自分の進む道を見失っている。
アイラ
フィリピン人、毛鞠と顔かたちがよく似ており、影武者となる。

## 評価
これまで、主にライトノベル『GOSICK -ゴシック-』シリーズや『砂糖菓子の弾丸は撃ちぬけない』などで評価を得てきた桜庭が、直木賞や日本推理作家協会賞などの主要な文学賞の候補となり（日本推理作家協会賞は受賞、直木賞も後に『私の男』で受賞）、一般文芸において高い評価を得るきっかけとなった作品である。桜庭の豊富な読書体験、とりわけガルシア・マルケスの『百年の孤独』など、世界文学からの影響も指摘されており、マジックリアリズム的手法を導入している。

## 既刊一覧
- 桜庭一樹 『赤朽葉家の伝説』 東京創元社、2006年12月28日初版発行、ISBN 4-488-02393-2
  - 「文庫版」2010年9月24日初版発行、ISBN 978-4-488-47202-3